# コートテール現象
コートテール現象（コートテールげんしょう）は、選挙における用語の一つ。便乗効果とも呼ばれる。

## 概略
選挙において強力な人気を持つ候補者やリーダーに引っ張られて、それほど有力ではない候補者まで当選する現象のこと。
由来は男性の紳士用フロックコートの上着の後ろ裾が長いことから。

## 例

### アメリカの例
アメリカ合衆国において、ロナルド・レーガン政権期の連邦議会選挙や、バラク・オバマの大統領選挙時の連邦議会選挙での例がある。

### 日本の例
日本での例としては、以下の物がある。
- 1989年（平成元年）の第15回参議院議員通常選挙における土井たか子委員長が率いる日本社会党の圧勝（土井ブーム）
- 2001年（平成13年）の第19回参議院議員通常選挙における小泉純一郎総裁が率いる自由民主党の圧勝（小泉旋風）
- 2005年（平成17年）の第44回衆議院議員総選挙における小泉純一郎総裁が率いる自由民主党の圧勝（小泉旋風）
- 2007年（平成19年）の第21回参議院議員通常選挙における小沢一郎代表が率いる民主党の圧勝（民主旋風）
- 2009年（平成21年）の第45回衆議院議員総選挙における鳩山由紀夫代表が率いる民主党の圧勝（民主旋風）
- 2011年（平成23年）の大阪府議会議員選挙における橋下徹代表（大阪府知事も兼務）が率いる大阪維新の会の圧勝（維新旋風）
- 2012年（平成24年）の第46回衆議院議員総選挙における安倍晋三総裁が率いる自由民主党の圧勝
- 2017年（平成29年）の東京都議会議員選挙における小池百合子代表（東京都知事も兼務）が率いる都民ファーストの会の圧勝
- 2019年（平成31年）の大阪府議会議員選挙と大阪市議会議員選挙における吉村洋文大阪府知事候補（前大阪市長）が先頭に立つ大阪維新の会の圧勝（維新旋風）
- 2021年（令和3年）の第49回衆議院議員総選挙における吉村洋文副代表（大阪府知事も兼務）が先頭に立つ日本維新の会の大阪府内15選挙区圧勝（維新旋風）
- 2023年（令和5年）の大阪府議会議員選挙と大阪市議会議員選挙における吉村洋文代表（大阪府知事も兼務）が率いる大阪維新の会の圧勝（維新旋風）

## 関連書籍
- 「現代用語の基礎知識 2010年」（自由国民社）